# 莫斯科来的香烟女孩
《莫斯科来的香烟女孩》（俄语：Папиросница от Моссельпрома ）是一部苏联无声喜剧片，尤里·热利亚布日斯基导演，伊戈尔·伊林斯基主演。影片讲述在办公室工作的玛利亚·伊万诺夫娜梦想结婚，希望同事尼克蒂姆·米特于辛能垂青自己。可尼克蒂姆钟情于香烟女孩兹娜，虽然不抽烟却还是去她那儿买。摄影师拉图让兹娜去拍戏，而美国商人奥利弗·马克布莱德也爱慕她。